# Ivan Vukomanović
Ivan Vukomanović (* 19. Juni 1977 in Titovo Užice) ist ein ehemaliger serbischer Fußballspieler.
Der Mittelfeldspieler startete seine Karriere beim FK Obilić, von dem er 1998 zu Girondins Bordeaux wechselte. 2000 holte ihn der 1. FC Köln nach Deutschland. Dort konnte er sich jedoch nicht durchsetzen und verließ den Verein bereits ein halbes Jahr später wieder und ging zurück nach Bordeaux. Nach einigen weiteren Stationen spielt er von 2005 bis 2008 beim SC Lokeren in Belgien. Im Jahr 2011 beendete er seine Karriere.
Seit 2021 ist er Trainer von Kerala Blasters FC.